# Катастрофа Boeing 737 в Бахр-Даре
Катастрофа Boeing 737 в Бахр-Даре —авиационная катастрофа произошедшая 15 сентября 1988 года. Авиалайнер Boeing 737-200 авиакомпании «Ethiopian Airlines», выполнял плановый рейс по маршруту Бахр-Дар-Асмэра, но при заходе на посадку столкнулся со стаей птиц и рухнул на землю при жесткой посадке в аэропорту. Из находившихся на его борту 104 человек ( 98 пассажиров и 6 членов экипажа) погибли 35.

## Лайнер
Потерпевший крушение самолёт Boeing 737—260, регистрационный номер ET-AJA, был изготовлен для Ethiopian Airlines. На момент аварии самолёт отлетал меньше, чем один год.

## Обстоятельства катастрофы
После взлёта из аэропорта Бахр-Дара в оба двигателя самолёта попала стая крапчатых голубей, вследствие чего двигатели были повреждены и начался их помпаж. Один из двигателей сразу потерял тягу, и экипаж принял решение возвращаться в аэропорт. Во время посадки самолёт загорелся.
Существуют разночтения в оценке погибших в зависимости от источника. Число варьируется от 31 до 35. Разночтения скорее всего от того, что 4 тела не были опознаны. Все погибшие были пассажирами.